# Allodia lugens
Allodia lugens es una especie de mosquito del género Allodia, de la familia Mycetophilidae, orden Diptera. Fue descrita por Wiedemann en 1817.
Mide aproximadamente 3,60-4,60 mm de longitud y sus alas 2,90-3,68 mm. Se distribuye por Georgia.